# Dascillus plumbeus
Dascillus plumbeus är en skalbaggsart som först beskrevs av Horn 1880.  Dascillus plumbeus ingår i släktet Dascillus och familjen mossbaggar. Inga underarter finns listade i Catalogue of Life.